# Criopreservazione degli ovociti

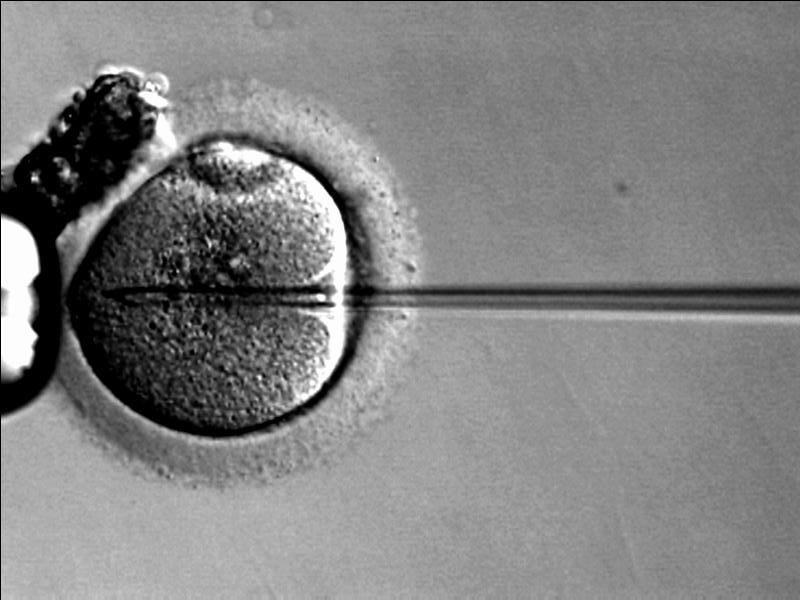
Iniezione di spermatozoi nell'ovocita (ICSI)

La crioconservazione degli ovociti umani (congelamento degli ovociti) è una procedura per conservare gli ovociti di una donna. Questa tecnica è stata utilizzata per consentire alle donne di posticipare la gravidanza a una data successiva, sia per ragioni mediche come il trattamento del cancro o per ragioni sociali come l'occupazione o lo studio. Diversi studi hanno dimostrato che la maggior parte dei problemi di infertilità sono dovuti al deterioramento delle cellule germinali correlato all'invecchiamento. Sorprendentemente, l'utero rimane completamente funzionale nella maggior parte delle donne anziane. Ciò implica che il fattore che deve essere preservato sono gli ovuli della donna. Gli ovuli vengono estratti, congelati e conservati. L'intenzione della procedura è che la donna possa scegliere di scongelare, fecondare e trasferire gli ovuli nell'utero come embrioni per facilitare una gravidanza in futuro. Il tasso di successo della procedura (le possibilità di un parto vivo utilizzando ovuli congelati) varia a seconda dell'età della donna e va dal 14,8% (se gli ovuli sono stati estratti quando la donna aveva 40 anni) al 31,5% (se gli ovuli sono stati estratti quando la donna aveva 25 anni).

## Indicazioni
La crioconservazione degli ovociti può aumentare le possibilità di una futura gravidanza per tre gruppi chiave di donne:
1. quelli con diagnosi di cancro che non hanno ancora iniziato la chemioterapia o la radioterapia;
2. quelli in trattamento con tecnologie di riproduzione assistita che non considerano il congelamento degli embrioni un'opzione; e
3. coloro che vorrebbero preservare la loro futura capacità di avere figli, o perché non hanno ancora un partner, o per altri motivi personali o medici.

Ogni anno negli Stati Uniti viene diagnosticato un cancro a oltre 50.000 donne in età riproduttiva. La chemioterapia e la radioterapia sono tossiche per gli ovociti, lasciando pochi o nessun ovulo vitale. Il congelamento degli ovociti offre alle donne malate di cancro la possibilità di conservare le loro uova in modo che possano tentare di avere figli in futuro.
La crioconservazione degli ovociti è un'opzione per gli individui sottoposti a fecondazione in vitro che si oppongono, per motivi religiosi o etici, alla pratica del congelamento degli embrioni. Avere la possibilità di fertilizzare solo tanti ovociti quanti saranno utilizzati nel processo di fecondazione in vitro e quindi congelare eventuali ovociti non fecondati rimanenti può essere una soluzione. In questo modo, non vengono creati embrioni in eccesso e non è necessario disporre di embrioni congelati inutilizzati, una pratica che può creare scelte complesse per alcuni individui.
Inoltre, le donne con una storia familiare di menopausa precoce hanno interesse per la conservazione della fertilità. Con il congelamento degli ovociti, avranno una riserva, con la probabilità che i loro gameti si esauriscano in tenera età.

## Metodi
Il processo di recupero degli ovociti per la crioconservazione è lo stesso di quello per la fecondazione in vitro. Ciò include da una a diverse settimane di iniezioni di ormoni che stimolano le ovaie a maturare più uova. Quando le uova sono mature, viene eseguita l'induzione della maturazione finale, preferibilmente utilizzando un agonista del GnRH piuttosto che la gonadotropina corionica umana (hCG), poiché riduce il rischio di sindrome da iperstimolazione ovarica senza evidenza di una differenza nel tasso di natalità dal vivo (in contrasto con cicli freschi in cui l'utilizzo di GnRH agonista ha un tasso di natalità vivo inferiore). Gli ovocitivengono successivamente rimossi dal corpo mediante prelievo transvaginale di ovociti. La procedura viene solitamente condotta sotto sedazione. Le uova vengono immediatamente congelate.
L'ovocita è la cellula più grande del corpo umano e contiene un'elevata quantità di acqua. Quando l'ovocita è congelato, i cristalli di ghiaccio che si formano possono distruggere l'integrità della cellula. Per evitarlo, questo deve essere disidratato prima del congelamento. Ciò viene fatto utilizzando crioprotettori che sostituiscono la maggior parte dell'acqua all'interno della cellula e inibiscono la formazione di cristalli di ghiaccio.
Gli ovociti vengono congelati utilizzando un metodo di raffreddamento lento a velocità controllata o un nuovo processo di congelamento rapido noto come vetrificazione. La vetrificazione è molto più veloce ma richiede l'aggiunta di concentrazioni più elevate di crioprotettori. Il risultato della vetrificazione è una cellula solida simile al vetro, priva di cristalli di ghiaccio. In effetti, il congelamento è una transizione di fase. La vetrificazione, al contrario del congelamento, è una transizione fisica. Rendendosi conto di questa differenza fondamentale, il concetto di vitrificazione è stato sviluppato e applicato con successo nel trattamento IVF con il primo parto vitale dopo la vetrificazione degli ovociti raggiunta nel 1999. La vetrificazione elimina la formazione di ghiaccio all'interno e all'esterno degli ovociti durante il raffreddamento, durante il crioconservazione e durante il riscaldamento. La vitrificazione è associata a tassi di sopravvivenza più elevati e a un migliore sviluppo rispetto al raffreddamento lento quando applicato agli ovociti in metafase II (MII). La vitrificazione è diventata anche il metodo di scelta per gli ovociti pronucleari, sebbene manchino ancora studi prospettici randomizzati controllati.
Durante il processo di congelamento, la zona pellucida, o guscio dell'uovo, può essere modificata prevenendo la fecondazione. Pertanto, quando le uova vengono scongelate, un embriologo esegue una speciale procedura di fecondazione in base alla quale lo sperma viene iniettato direttamente nell'uovo con un ago piuttosto che consentire allo sperma di penetrare naturalmente posizionandolo attorno all'uovo in un piatto. Questa tecnica di iniezione è chiamata ICSI (Intracytoplasmic Sperm Injection) ed è utilizzata anche nella fecondazione in vitro.
Gli ovociti immaturi sono stati coltivati fino alla maturazione in vitro, ma non sono ancora disponibili clinicamente.

## Percentuali di successo
La percentuale di cicli trasferiti è inferiore nei cicli congelati rispetto ai cicli freschi (circa 30% e 50%). Tali risultati sono considerati comparabili.
In una meta-analisi del 2013 di oltre 2.200 cicli utilizzando ovociti congelati, gli scienziati hanno scoperto che la probabilità di avere un parto vivo dopo tre cicli era del 31,5% per le donne che hanno congelato gli ovuli all'età di 25 anni, del 25,9% a 30 anni, del 19,3% all'età. 35 e il 14,8% all'età di 40 anni.
Due studi recenti hanno dimostrato che il tasso di difetti alla nascita e difetti cromosomici quando si utilizzano ovociti crioconservati è coerente con quello del concepimento naturale.
Le recenti modifiche al protocollo riguardanti la composizione del crioprotettore, la temperatura e i metodi di conservazione hanno avuto un grande impatto sulla tecnologia e, sebbene sia ancora considerata una procedura sperimentale, sta rapidamente diventando un'opzione per le donne. Il congelamento lento è stato tradizionalmente il metodo più comunemente usato per crioconservare gli ovociti ed è il metodo che ha portato la maggior parte dei bambini nati da ovociti congelati in tutto il mondo. Il congelamento o la vetrificazione ultrarapidi rappresentano un potenziale metodo di congelamento alternativo.
Nell'autunno del 2009, l'American Society for Reproductive Medicine (ASRM) ha emesso un parere sulla crioconservazione degli ovociti concludendo che la scienza è "una grande promessa per le applicazioni nella donazione di ovociti e nella conservazione della fertilità" perché recenti modifiche di laboratorio hanno portato a una migliore sopravvivenza e fecondazione degli ovociti e tassi di gravidanza da ovociti congelati e scongelati durante la fecondazione in vitro. L'ASRM ha osservato che dalle limitate ricerche svolte fino ad oggi, non sembra esserci un aumento di anomalie cromosomiche, difetti alla nascita o deficit dello sviluppo nei bambini nati da ovociti criopreservati. L'ASRM ha raccomandato che, in attesa di ulteriori ricerche, la crioconservazione degli ovociti dovrebbe essere introdotta nella pratica clinica su base sperimentale e sotto la guida di un Institutional Review Board (IRB). Come con qualsiasi nuova tecnologia, la sicurezza e l'efficacia devono essere valutate e dimostrate attraverso una ricerca continua.
Nell'ottobre 2012, l'ASRM ha revocato l'etichetta sperimentale dalla tecnologia per le donne con esigenze mediche, citando le percentuali di successo nei nati vivi, tra le altre scoperte. Tuttavia, hanno anche avvertito di non usarlo solo per ritardare la gravidanza.
Nel 2014 è stata pubblicata una revisione sistematica Cochrane su questo argomento. Ha confrontato la vetrificazione (la tecnologia più recente) con il congelamento lento (la più vecchia). I risultati chiave di quella revisione hanno mostrato che il tasso di gravidanza clinica era quasi 4 volte superiore nel gruppo di vetrificazione degli ovociti rispetto al gruppo a congelamento lento, con una qualità delle prove moderata.
Ovociti immaturi sono stati coltivati fino alla maturazione in vitro con un tasso di sopravvivenza del 10%, ma non è stato eseguito alcun esperimento per fertilizzare tali ovociti.

## Costo
Il costo della procedura di congelamento degli ovociti (senza trasferimento di embrioni) negli Stati Uniti, nel Regno Unito e in altri paesi europei varia tra $ 5.000 e $ 12.000. Questo non include i farmaci per la fertilità coinvolti nella procedura che possono costare tra $ 4.000 e $ 5.000. Il costo della conservazione delle uova può variare da $ 100 a più di $ 1.000. È importante che le donne siano consapevoli che i programmi sanitari provvisori non coprono il congelamento sociale delle uova. Inoltre, nessuna provincia fornisce finanziamenti per la fecondazione in vitro dopo il congelamento sociale degli ovociti.
Il turismo medico può avere costi inferiori rispetto al congelamento degli ovociti in paesi ad alto costo come gli Stati Uniti. Alcuni paesi ben consolidati del turismo medico e della fecondazione in vitro come Repubblica Ceca, Ucraina e Cipro offrono il congelamento degli ovociti a prezzi competitivi. È un'alternativa a basso costo alle tipiche opzioni statunitensi per il congelamento delle uova. La Spagna e la Repubblica Ceca sono destinazioni popolari per questo trattamento.

## Storia
La crioconservazione ha sempre svolto un ruolo centrale nella tecnologia di riproduzione assistita. Con la prima crioconservazione dello sperma nel 1953 e degli embrioni venticinque anni dopo, queste tecniche sono diventate di routine. Il dottor Christopher Chen di Singapore ha riferito della prima gravidanza al mondo nel 1986 utilizzando ovociti precedentemente congelati. Questo rapporto è rimasto solo per diversi anni, seguito da studi che riportano che i tassi di successo utilizzando uova congelate sono molto inferiori a quelli delle tradizionali tecniche di fecondazione in vitro (IVF) utilizzando ovociti freschi. Fornendo la guida a una nuova direzione nella criobiologia, la dottoressa Lilia Kuleshova è stata la prima scienziata a ottenere la vetrificazione degli ovociti umani che ha portato a un parto vivo nel 1999. Poi di recente, due articoli pubblicati sulla rivista, Fertility and Sterility, hanno riportato tassi di gravidanza utilizzando ovociti congelati che erano paragonabili a quelli di embrioni crioconservati e persino di embrioni freschi. Questi rapporti più recenti affermano che la tecnologia di crioconservazione degli ovociti sta avanzando.
Quasi 42.000 trasferimenti di embrioni umani "congelati lentamente" (al contrario di "vetrificati") sono stati effettuati nel 2001 in Europa (Andersen et al. 2005). Inoltre, si stima che tra 300.000 e 500.000 nascite umane riuscite in tutto il mondo siano il risultato del trasferimento di embrioni precedentemente "congelati lentamente" eseguito dalla metà degli anni '70 al 2006.

## Crioconservazione elettiva degli ovociti
La crioconservazione elettiva degli ovociti, nota anche come congelamento sociale degli ovociti, è un congelamento non essenziale degli ovociti allo scopo di preservare la fertilità per la gravidanza ritardata quando il concepimento naturale diventa più problematico. La frequenza di questa procedura è aumentata costantemente dall'ottobre 2012, quando l'American Society for Reproductive Medicine (ASRM) ha revocato l'etichetta "sperimentale" dal processo. C'è stato un picco di interesse nel 2014 quando le società globali Apple e Facebook hanno rivelato che stavano introducendo il congelamento degli ovociti come vantaggio per le loro dipendenti donne. Questo annuncio è stato controverso in quanto alcune donne lo hanno trovato utile e pratico, mentre altri hanno visto il messaggio che queste aziende stavano inviando alle donne che cercavano di avere una carriera di successo a lungo termine e una famiglia come dannoso e alienante. Una serie di "feste per il congelamento delle uova" ospitate da società di terze parti hanno anche contribuito a diffondere il concetto tra le giovani donne. La ricerca nelle scienze sociali suggerisce che le donne usano il congelamento elettivo delle uova per districare la loro ricerca di un partner romantico dai loro piani di avere figli.
Nel 2016, l'allora Segretario alla Difesa degli Stati Uniti Ash Carter ha annunciato che il Dipartimento della Difesa coprirà il costo del congelamento dello sperma o degli ovuli attraverso un programma pilota per i membri del servizio in servizio attivo, con l'intenzione di preservare la loro capacità di creare una famiglia anche se soffrono. alcune ferite da combattimento.
Esistono ancora avvertenze per le donne che utilizzano questa tecnologia per rimanere incinte in età avanzata poiché il rischio di complicanze della gravidanza aumenta con l'età della madre. Tuttavia, gli studi hanno dimostrato che il rischio di anomalie congenite nei bambini nati da ovociti congelati non è ulteriormente aumentato rispetto ai bambini concepiti naturalmente.

## Rischi
I rischi associati al congelamento degli ovociti riguardano la somministrazione di farmaci per stimolare le ovaie e la procedura di raccolta degli ovociti.
Il rischio principale associato alla somministrazione di farmaci per stimolare le ovaie è la sindrome da iper stimolazione ovarica (OHSS). Questa è una sindrome transitoria in cui vi è una maggiore permeabilità dei vasi sanguigni, con conseguente perdita di liquidi dai vasi nei tessuti circostanti. Nella maggior parte dei casi la sindrome è lieve, con sintomi come gonfiore addominale, lieve disagio e nausea. Nella OHSS moderata si verifica un aumento del gonfiore addominale con conseguente dolore e vomito. Può verificarsi una ridotta produzione di urina. Una OHSS si manifesta con un grave gonfiore, quindi l'addome appare molto dilatato, la sete e la disidratazione si verificano con una minima produzione di urina. Ci può essere mancanza di respiro e c'è un aumentato rischio di TVP e / o embolia polmonare. La funzionalità renale ed epatica può essere compromessa. È indicato il ricovero sotto cure specialistiche. Non esiste un trattamento per OHSS, cure di supporto fino a quando i sintomi non si risolvono naturalmente. Se un trigger hCG è stato utilizzato senza trasferimento di embrioni, l'OHSS di solito si risolve in 7-10 giorni. Se si è verificato un trasferimento di embrioni e si verifica una gravidanza, i sintomi possono persistere per diverse settimane. I medici riducono la probabilità che si verifichi OHSS diminuendo le dosi di gonadotropine (FSH) somministrate, utilizzando un trigger agonista del GnRH (invece di un trigger hCG) e congelando tutti gli embrioni per il trasferimento piuttosto che condurre un trasferimento di embrioni freschi.
I rischi associati alla procedura di raccolta degli ovociti riguardano il sanguinamento e l'infezione. La procedura di raccolta prevede il passaggio di un ago attraverso la parete della vagina nelle ovaie stimolate vascolari. Una piccola quantità di sanguinamento è inevitabile. In rari casi, c'è un'emorragia eccessiva nell'addome che richiede un intervento chirurgico. È importante che le donne sottoposte alla procedura informino il proprio specialista di tutti i farmaci, compresi gli integratori a base di erbe, che stanno utilizzando in modo che lo specialista possa valutare se qualcuno di questi farmaci influirà sulla capacità del sangue di coagulare. In relazione all'infezione, a condizione che la donna non abbia fattori di rischio aggiuntivi per l'infezione (sistema immunitario soppresso, uso di farmaci immunosoppressori o endometriomi ovarici di grandi dimensioni) il rischio di infezione è molto basso.
Un rischio aggiuntivo di aumento temporaneo delle dimensioni delle ovaie è la torsione ovarica. La torsione ovarica si verifica quando un'ovaia ingrossata si attorciglia su se stessa, interrompendo l'afflusso di sangue. La condizione è estremamente dolorosa e richiede un intervento chirurgico urgente per prevenire la perdita ischemica dell'ovaio.